# Sandra Paović
Sandra Paović née le 15 avril 1983 à Vukovar, est une joueuse de tennis de table croate.
Elle a participé aux Jeux olympiques de 2008.
Le 30 janvier 2009, faisant partie du club de l'USO Mondeville TTO, un accident sur l'autoroute de Normandie près de Tourville-la-Rivière la rend paraplégique. En décembre 2009, elle suivait toujours une thérapie pour retrouver le plein usage de ses jambes.
Elle participe alors aux Jeux paralympiques d'été de 2016 et remporte la médaille d'or en simple dames classe 6.